# Teresa Brzóskiewicz
Teresa Brzóskiewicz (ur. 12 marca 1929 w Siedlcach, zm. 17 lutego 2020 w Częstochowie) – polska rzeźbiarka.
Studiowała w Państwowej Wyższej Szkole Sztuk Pięknych w Sopocie oraz na warszawskiej Akademii Sztuk Pięknych. Jest autorką licznych rzeźb, m.in. Prometeusz z Getta, Sztandary, Hymn Warszawianka, Dwie rzeki, Konkurs Chopinowski. Wykonała też kilka pomników nagrobnych na Cmentarzu Powązkowskim. Jest autorką popiersia Ignacego Domeyki znajdującego się na Uniwersytecie Warszawskim (odlew w Universidad de Chile) oraz medalionu i tablicy upamiętniających Ernesta Malinowskiego w Limie. W 1980 została wyróżniona odznaką Zasłużony Działacz Kultury.
Rzeźby alegoryczne autorstwa Teresy Brzóskiewicz znaleźć można m.in. w przestrzeni publicznej Warszawy. Przy ulicy Marszałkowskiej znajduje się Wisła i Wołga. Z kolei wśród bloków mieszkalnych przy ul. Międzynarodowej usytuowana jest Wiosna. Ta ostatnia rzeźba była elementem szerszego programu humanizacji przestrzeni miejskiej realizowanego w latach 70. na tzw. Osiedlach Młodych.

## Wybrane wystawy indywidualne
- 1962 – Warszawa
- 1964 – Sopot
- 1960 – Cannes
- 1961 – Paryż
- 1966 – Ikast
- 1987 – Millwaukee
- 1997 – Lima
- 1990 – Paryż

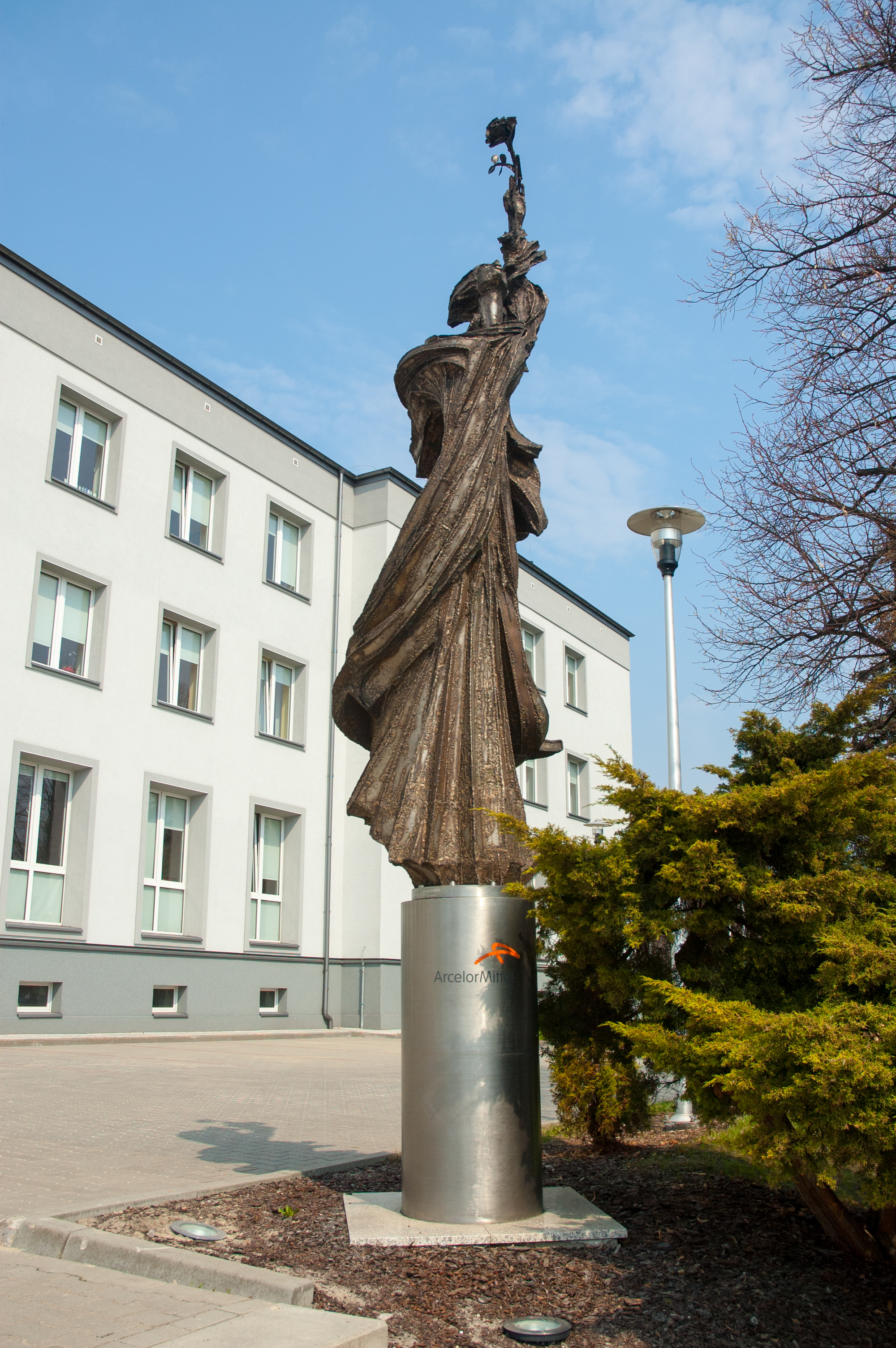
Hymn Warszawianka
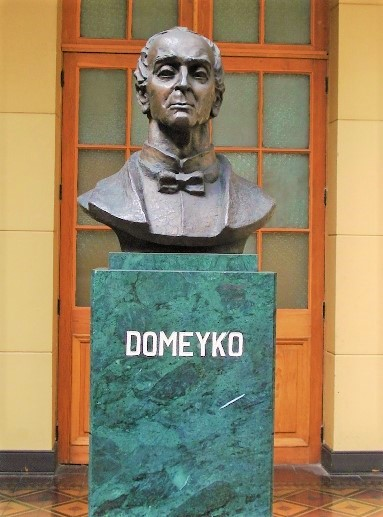
Popiersie Ignacego Domeyki w Santiago de Chile
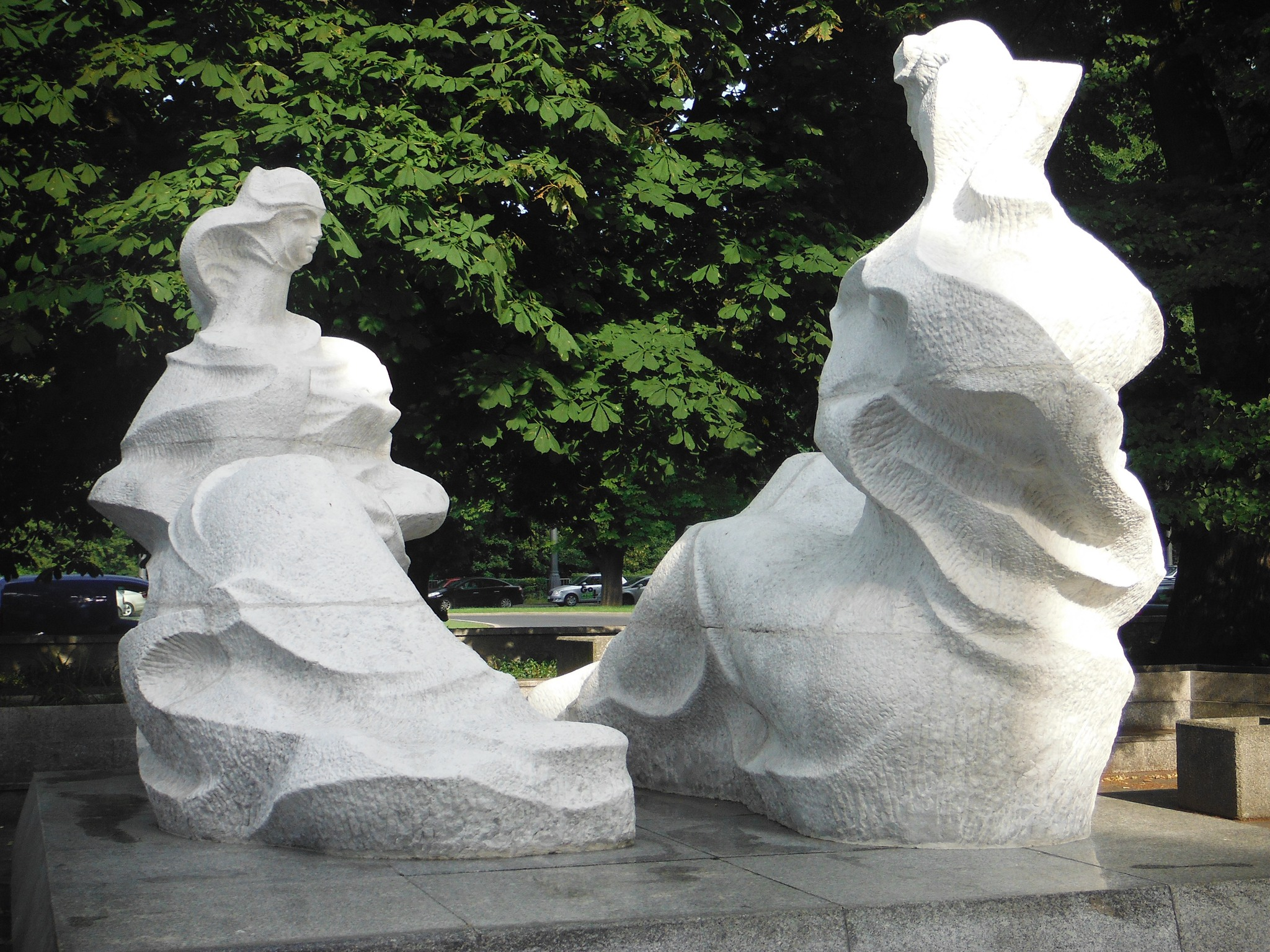
Wisła i Wołga